# モルディブ人民党
モルディブ人民党（モルディブじんみんとう、Dhivehi Rayyithunge Party）は、かつて存在したモルディブの政党。

## 概要
2005年当時の大統領であるマウムーン・アブドル・ガユームが、多党制への移行に備えて創設した政党である。2008年大統領選挙にもDRP候補としてガユームが臨んでいる。第1ラウンドではガユームが1位通過したが、第2ラウンドでは、第1ラウンド2位のモルディブ民主党（MDP）候補モハメド・ナシードを敗退した有力候補たちが支持したため、逆転で敗北を喫した。
翌2009年の国民議会選挙では、DRPは野党ながら議会第1党の地位を獲得している。しかし、ガユーム後任としてDRP党首となったアハメド・タスミーン・アリがガユームの影響力を嫌い、両者で激しい党内闘争が展開されることになった。権威の回復を図るガユームは2011年9月にDRPを離党し、新党モルディブ進歩党（PPM）を結成した。
2012年2月にナシードが軍・警察の事実上のクーデターにより大統領を辞任、後任に副大統領のモハメド・ワヒード・ハサンが昇格すると、タスミーン率いるDRPはワヒードを支持して連立与党となる。2013年大統領選挙でもワヒードを大統領候補として支持し、タスミーンが副大統領候補となった。しかしワヒードとタスミーンは有権者の支持を得られず、第1ラウンドで得票率僅か5.13%、最下位という惨敗を喫した。第2ラウンドでのDRPは、第1ラウンド1位だったMDPのナシード支持を表明したものの、ナシードはPPMのアブドラ・ヤーミンの前に敗れている。同年11月、惨敗の責任をとって党首を辞任したタスミーンは離党し、MDPに加入した。
後任のDRP党首にはモハメド・“コロネル”・ナシードが就任したものの、DRPにはもはや有力政治家がほとんどいなくなってしまい、モルディブ政界での影響力も激減した。翌2014年の国民議会選挙では野党MDPと同盟しているが、全85選挙区のうち僅か6選挙区でしか立候補できず、議席獲得もならなかった。
2018年の国民議会選挙には参加せず、2023年はじめに党員3000人という法で規定された政党要件を満たしていないとして、選挙管理委員会から政党登録を取り消された。

## 注
1. 1 2  “DRP, MLSDP removed from political party registry” (英語). Avas. (2023年3月15日) 2024年4月24日閲覧。
2. 1 2  Gayoom resigns from DRP Archived 2014年7月14日, at the Wayback Machine.Miadhu News、2011年9月5日（2014年6月23日閲覧）
3. ↑  Gayoom applies for license to create new partyHaveeru Daily、2011年9月6日（2014年6月23日閲覧）
4. ↑  「2013年11～12月主な動き」在スリランカ日本国大使館ホームページ（2014年6月24日閲覧）
5. ↑  People’s Majlis elections 2014MINIVIAN NEWS、2014年3月22日（2014年7月4日閲覧）
6. ↑  Last Election Maldives Majlis (People's Majlis)列国議会同盟（IPU）ホームページ（2014年6月23日閲覧）